# Consumo específico de combustible
El consumo específico de combustible es un concepto técnico que se utiliza para cuantificar el rendimiento energético de un motor en relación con su potencia o su empuje. Permite comparar el rendimiento de motores diferentes.
El consumo específico de combustible es la masa de combustible que se necesita para proporcionar una cierta potencia o un cierto rendimiento en un tiempo determinado. Se expresa:
- en g/(kW⋅h) - gramos de combustible por kilovatio de potencia y hora, o mejor...
- en g/(kN⋅s) - gramos de combustible por kilonewton y segundo.

También puede definirse el "consumo de combustible específico para el empuje" ("TSFC") como la eficiencia del combustible de un diseño de motor con respecto a la producción de empuje. 
El TSFC también puede considerarse como el consumo de combustible (gramos/segundo) por unidad de empuje (kilonewtons, o kN). Por lo tanto, es específico del empuje, lo que significa que el consumo de combustible se divide por el empuje.
El TSFC o SFC para los motores de empuje (por ejemplo, turborreactores, turbofans, ramjets, motor de cohete, etc.) es la masa de combustible necesaria para proporcionar el empuje neto durante un periodo determinado, por ejemplo, lb/(h-lbf) (libras de combustible por hora-libra de empuje) o g/(s-kN) (gramos de combustible por segundo-kilonewton). Se utiliza la masa de combustible, en lugar del volumen (galones o litros) para la medida del combustible, ya que es independiente de la temperatura.
El consumo específico de combustible de los motores a reacción de respiración de aire en su máxima eficiencia es más o menos proporcional a la velocidad de escape. El consumo de combustible por milla o por kilómetro es una comparación más adecuada para los aviones que viajan a velocidades muy diferentes.[cita requerida] También existe el consumo de combustible específico por potencia, que es igual al consumo de combustible específico por empuje dividido por la velocidad. Puede tener unidades de libras por hora por caballo de potencia.
Esta cifra es inversamente proporcional al impulso específico.
El consumo específico de combustible depende del diseño de los motores, ya que las diferencias de consumo específico de combustible entre motores que sirven a la misma tecnología suelen ser bastante pequeñas.

## Significado del SFC
El SFC depende del diseño del motor, pero las diferencias en el SFC entre diferentes motores que utilizan la misma tecnología subyacente tienden a ser bastante pequeñas. El aumento de la relación de presión global en los motores a reacción tiende a disminuir el SFC.
En las aplicaciones prácticas, hay otros factores que suelen ser muy importantes a la hora de determinar la eficiencia del combustible de un diseño de motor concreto en esa aplicación concreta. Por ejemplo, en las aeronaves, los motores de turbina (reactores y turbohélices) suelen ser mucho más pequeños y ligeros que los diseños de motores de pistón de potencia equivalente, ya que ambas propiedades reducen los niveles de drag en el avión y reducen la cantidad de potencia necesaria para mover la aeronave. Por lo tanto, las turbinas son más eficientes para la propulsión de aviones de lo que podría indicar una mirada simplista a la tabla siguiente.
El SFC varía con el ajuste del acelerador, la altitud y el clima. En el caso de los motores a reacción, la velocidad de vuelo del aire también es un factor importante. 
La velocidad de vuelo del aire contrarresta la velocidad de escape del reactor. (En un caso artificial y extremo con el avión volando exactamente a la velocidad de escape, se puede imaginar fácilmente por qué el empuje neto del chorro debería ser casi nulo).  Además, como el trabajo es la fuerza (es decir, el empuje) por la distancia, la potencia mecánica es la fuerza por la velocidad. Así, aunque el SFC nominal es una medida útil de la eficiencia del combustible, debe dividirse por la velocidad cuando se comparan motores a diferentes velocidades.
Por ejemplo, el Concorde navegó a 1354 mph, o 7,15 millones de pies por hora, con sus motores dando un SFC de 1,195 lb/(lbf-h); esto significa que los motores transfirieron 5,98 millones de pie-libra fuerza por libra de combustible (17. 9 MJ/kg), lo que equivale a un SFC de 0,50 lb/(lbf-h) para un avión subsónico que vuela a 570 mph, lo que sería mejor incluso que los motores modernos; el Olympus 593 utilizado en el Concorde era el motor a reacción más eficiente del mundo. Sin embargo, el Concorde tiene, en última instancia, un fuselaje más pesado y, al ser supersónico, es menos eficiente aerodinámicamente, es decir, la relación entre sustentación y resistencia es mucho menor. En general, el consumo total de combustible de un avión completo es mucho más importante para el cliente.